# ナカニシヤ出版
ナカニシヤ出版（ナカニシヤしゅっぱん）は、京都府京都市にある日本の出版社。人文科学、特に心理学、社会学の学術書、および大学教科書を中心に発行する。山岳関係書もある。

## 沿革
1928年、中西喜一郎（創業者）が丸善から独立、書店（本屋）として「ナカニシヤ書店」を開いたことに始まる。京都大学正門前に位置したことから、教員・学生向けに洋書や古書も扱い、「本の質店」でもあったほかに出版業も兼ねていた。第二次大戦後は和書の専門店となり、1982年に「株式会社ナカニシヤ出版」が独立。以降は全国に向けて人文科学、社会科学の書籍を中心に、京都の「地元本」なども広く手掛けている。
2004年、現住所に移転。

## 所在
本社：京都府京都市左京区一乗寺木ノ本町15番地

## 刊行物の受賞
- 松原宏之『虫喰う近代：一九一〇年代社会衛生運動とアメリカの政治文化』（2013年刊）で、第9回 女性史学賞受賞。ISBN　978-4-7795-0767-0
- 小門穂『フランスの生命倫理法：生殖医療の用いられ方』（2015年刊）で、第33回渋沢・クローデル賞受賞。ISBN 978-4-7795-0961-2
- 平芳幸浩『マルセル・デュシャンとアメリカ：戦後アメリカ美術の進展とデュシャン受容の変遷』（2016年刊）で、第27回吉田秀和賞受賞。ISBN　978-4-7795-1063-2
- 京都トレイルガイド協会編著『京都一周トレイルマップ＆ガイド：全5コース・14ルートを楽しむ』（2021年刊）で、京都ガイド本大賞[4]2022年・リピーター賞[注釈 1][5]を受賞。